# La Peseta (métro de Madrid)
La Peseta est une station de la ligne 11 du métro de Madrid. Elle est établie sous l'intersection entre les avenues de la Peseta et Salvador-Allende, dans l'arrondissement de Carabanchel, à Madrid en Espagne.

## Situation sur le réseau
La station est située entre Carabanchel Alto au nord-est, en direction de Plaza Elíptica, et La Fortuna au sud-ouest, terminus de la ligne.

## Histoire
La station est mise en service le 18 décembre 2006, lors de l'ouverture d'une nouvelle section de la ligne depuis Pan Bendito. Elle demeure le terminus jusqu'au 5 octobre 2010, quand le prolongement de la ligne est ouvert jusqu'à La Fortuna.

## Services aux voyageurs

### Accès et accueil
L'accès à la station s'effectue par un édicule entièrement vitré de forme rectangulaire équipé d'escaliers, d'escaliers mécaniques et d'un ascenseur.

### Intermodalité
La station est en correspondance avec les lignes de bus no 35, 118 et 155 du réseau EMT.